# Religionsparodie

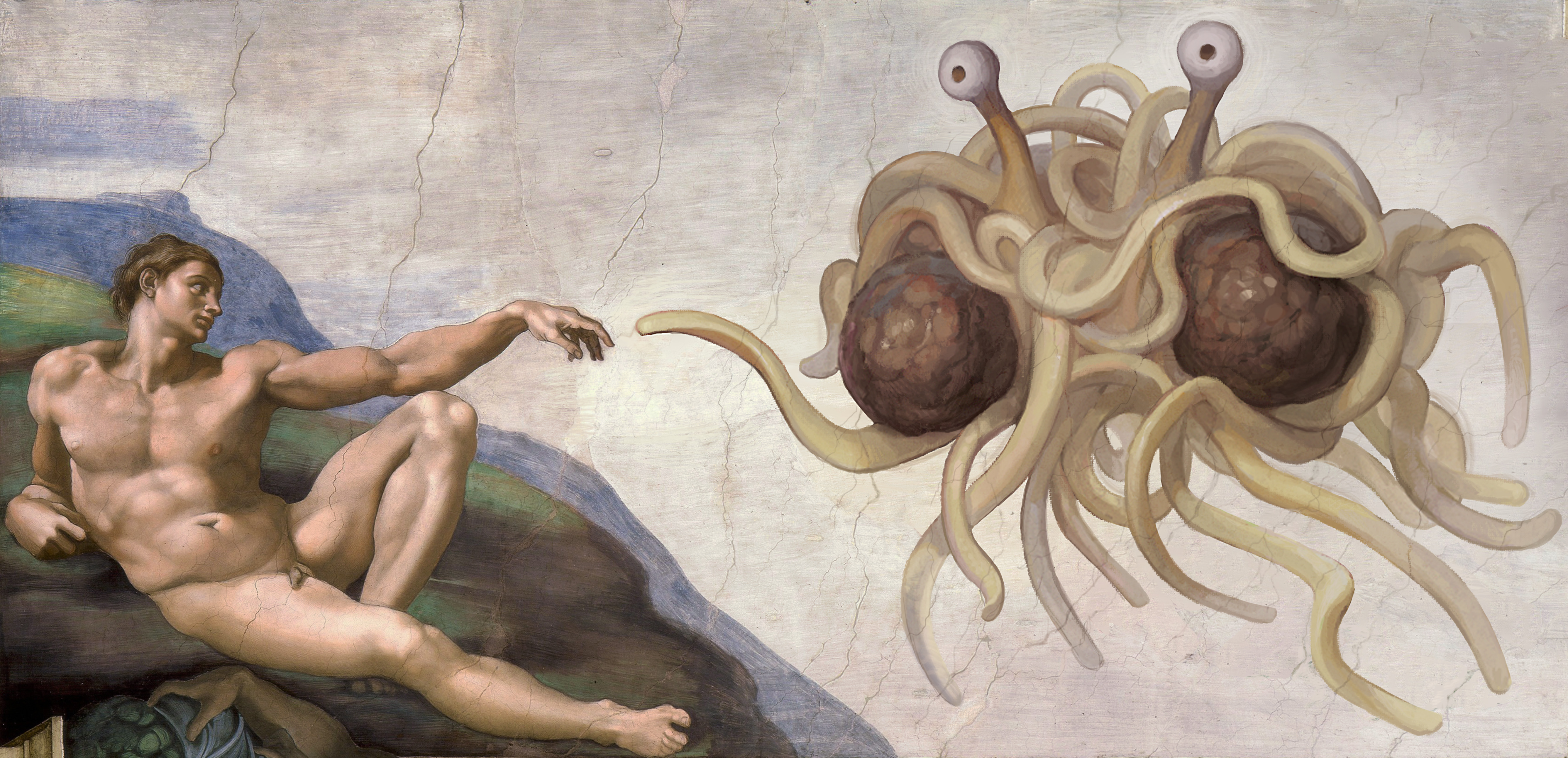
In Anlehnung an Die Erschaffung Adams wird hier das Fliegende Spaghettimonster erschaffen

Das Unsichtbare rosafarbene Einhorn in seiner häufigsten Darstellungsform

Als Religionsparodien oder Spaßreligionen werden satirische Religionen bezeichnet, die sich durch Inhalt und Struktur zwar ähnlich wie Religionen präsentieren, jedoch meist nicht als Glaube, sondern als Protest gegen den Einfluss von Religionen auf Gesellschaft, Wissenschaft und Politik konzipiert sind. Besonders häufig treten sie in den USA auf. Viele Atheisten – wie zum Beispiel Richard Dawkins – nutzen Religionsparodien wie die des Fliegenden Spaghettimonsters und des Unsichtbaren rosafarbenen Einhorns als moderne Versionen von Russells Teekanne, um zu zeigen, dass eine Religion von den Gläubigen bewiesen und nicht von Atheisten widerlegt werden muss.

Logo des Dudeismus

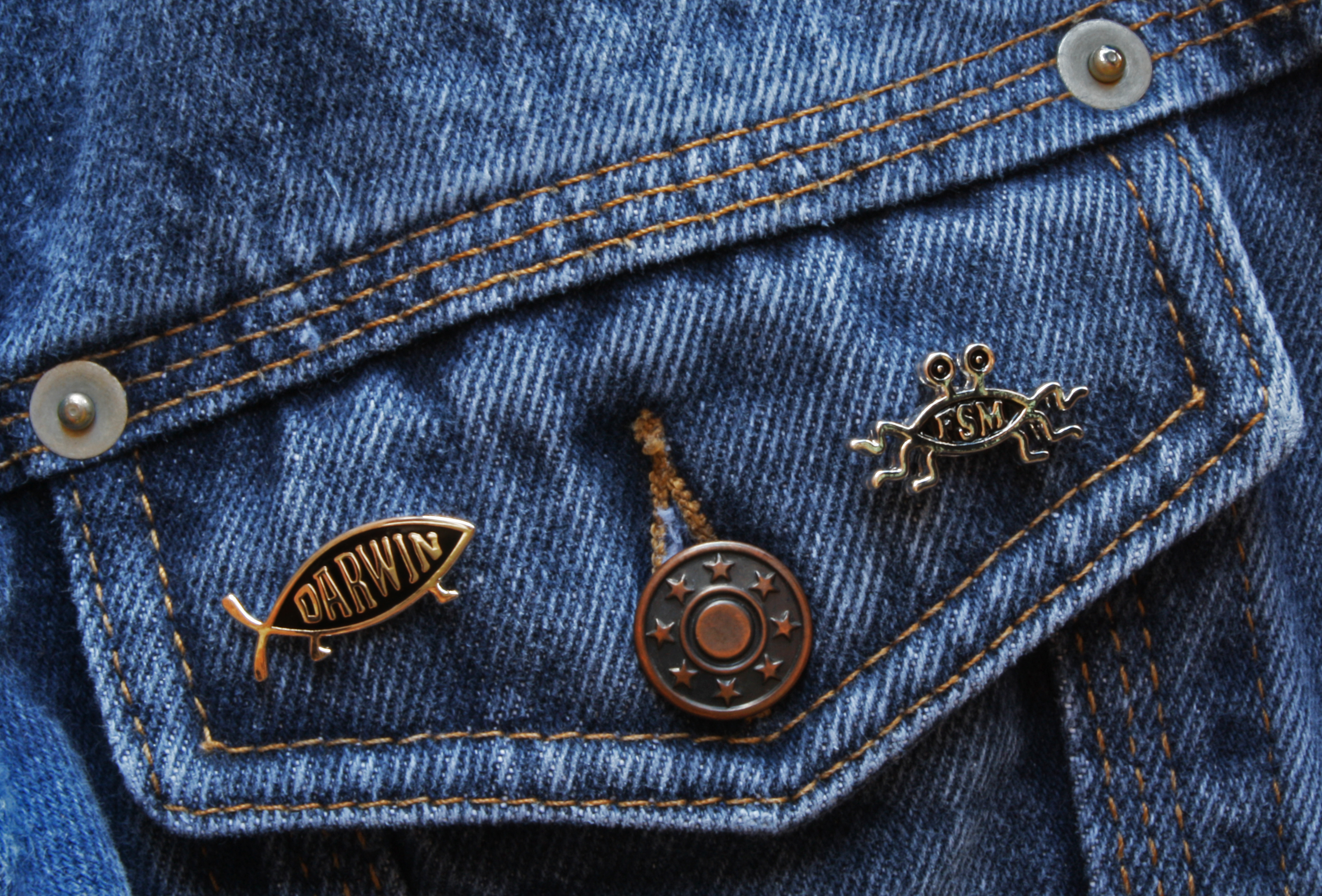
Darwin-Fisch und Fliegendes Spaghettimonster als Anstecker auf einer Jacke

 Eine Religionsparodie muss dabei nicht wie eine Religion auftreten, sondern kann auch andere Formen haben. Beispiele dieser Kategorie sind Betty Bowers aus dem Bereich des Kabaretts, Die fromme Helene aus dem Bereich der Literatur, Das Gespenst aus dem Filmbereich, der Everybody Draw Mohammed Day als Aktionstag und die Prügelnonne aus dem Bereich der Plastiken.
 Insbesondere der Versuch der Einführung der Schöpfungslehre, das von Kreationisten so genannte Intelligent Design, im Schulunterricht im Bundesstaat Kansas löste heftige Proteste aus und führte zur Gründung der Religion des Fliegenden Spaghettimonsters, des Intelligent Falling im Jahre 2005 und des Unintelligent Design.  Andere Spaßreligionen parodieren nicht die Religionen direkt, sondern nur einzelne Aspekte derselben oder pseudoreligiösen Eifer, der an manchen Stellen zu finden ist. So entstand im Zuge des Editor War die Church of Emacs durch Richard Stallman alias St. IGNUcius. Als Reaktion darauf gründeten die Anhänger des Konkurrenzeditors Vi den Cult of vi. Die Church of Fear stellt eine allgemeine, kritische Auseinandersetzung mit der Verbreitung von Angst durch autoritäre Organisationen dar. Der Darwin-Fisch parodiert zwar den ICHTHYS, soll jedoch kein atheistisches Symbol, sondern ein Bekenntnis zur Evolutionstheorie darstellen.

## Beispiele
- Am 14. September 2013 gründeten Mitglieder der Satirepartei Die PARTEI Die Religion für Ewiges Leben, Innerfamiliären Geschlechtsverkehr, Irgendwas mit göttlicher Offenbarung und Nächstenliebe (kurz: Die RELIGION). Ihr Glaubensinhalt besteht darin, dass jeder selbst entscheiden kann, woran er glaubt, welche Gebräuche er pflegt und welche Gebote ihm heilig sind. Auf diese Weise will sie bestehende Glaubensrichtungen vereinen und religiöse Konflikte beenden. Angeführt wird sie von einem „außerparlamentarischen Gegenpapst“. Dieser versteht sich als „Vertreter Martin Sonneborns auf Erden“ und wird alle vier Jahre durch das Spiel Reise nach Jerusalem ausgelost.[4]

- Die Religionsgemeinschaft der Kirche der heiligen Vagina erlangte erstmals mit dem Film Kleines Arschloch aus dem Jahr 1997 eine größere Bekanntheit. Sie bezieht sich hauptsächlich darauf, dass der Heilige Gral eine Vagina ist. Dies wird auch in dem Spielfilm The Da Vinci Code – Sakrileg thematisiert. Ebenso wird das neopagane Konzept von der Dreifaltigen Göttin aufgegriffen und parodiert. Ein Ritual der KDHV ist die Reingenitalation. Die Website wird von Volka Polka betrieben.[5]

- Zu den bekannteren Einzelpublikationen, die sich dem Thema Religionsparodie spielerisch zuwenden, zählt das, 2007 erschienene, Bilderbuch Wo bitte geht’s zu Gott? fragte das kleine Ferkel, von  Michael Schmidt-Salomon und Helge Nyncke. Nach seiner Veröffentlichung wurden Versuche unternommen, das Buch aus Gründen des Jugendschutzes zu verbieten, nachdem prominente Kritiker, darunter Stephan Kramer die Inhalte als „ekelhaft, gefährlich und militant atheistisch“ bezeichnet hatten[6]. Andere Rezensoren sehen hier eher eine „Perspektive des weltlichen Humanismus“[7] und betrachten die Freigabe durch die Bundesprüfstelle als einen „Sieg für die Meinungsfreiheit, den gesunden Menschenverstand und die Streitkultur“.[6]

## Weitere Beispiele
- Church of Fear (Aktionskunstprojekt)
- Diskordianismus
- Dudeismus
- Pastafarianismus (Die Kirche des fliegenden Spaghettimonsters)
- Landover Baptist Church
- Last Thursdayism